# 远囊狸藻组
远囊狸藻组（学名：Utricularia sect. Choristothecae）为狸藻属下的一组。其下的两个物种都为极小型的流水植物。彼得·泰勒曾将其归入无囊狸藻组（Avesicaria），但于1989年又重新立出。他将其归入其内主要是因为这两个物种的习性与无囊狸藻组较为相似。但其花型独特，花药及捕虫囊内部腺体也不相同，所以才将其独立。组内的两个物种都是南美洲的特有种，远囊狸藻（U. choristotheca）为苏里南的特有种，而德特曼狸藻（U. determannii）为法属圭亚那和苏里南的特有种。